# Renier Roidkin

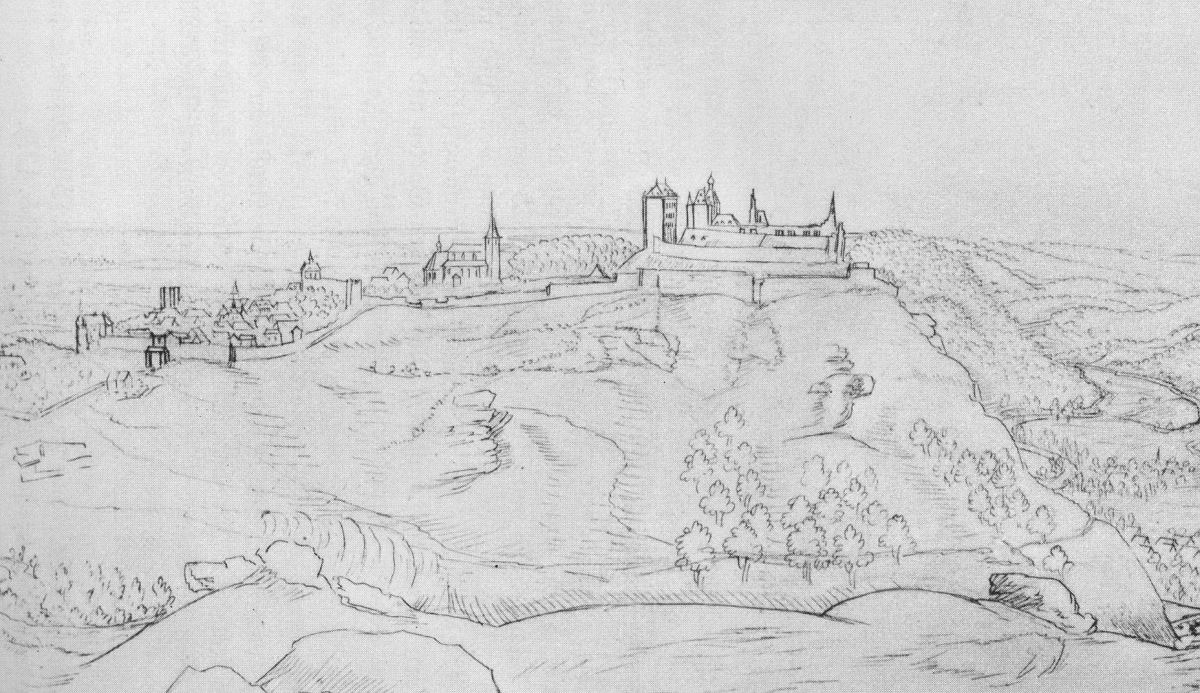
Burg Nideggen

Renier Roidkin (* 2. Dezember 1684 in Spa; † 13. März 1741 in Dreiborn), auch René Roidkin genannt, war ein wallonischer Maler des 18. Jahrhunderts.

## Leben
Roidkin war hauptsächlich im Rheinland, in Belgien und in der Nordeifel tätig. Als Wandermaler zeichnete er zahlreiche Burgen, Kirchen, Schlösser und Stadtansichten. Dabei verwendete er Pinsel, Federkiel und Bleistift oder Tusche. Viele seiner Tuschezeichnungen wurden später koloriert.
In den Jahren 1733 bis 1737 fertigte Roidkin um die 200 Veduten an, die allesamt kurkölnische Besitzungen zeigen. Kurfürst Clemens August I. von Bayern hatte den Wallonen mit Dekorationsarbeiten in seinem Schloss Augustusburg in Brühl beauftragt.

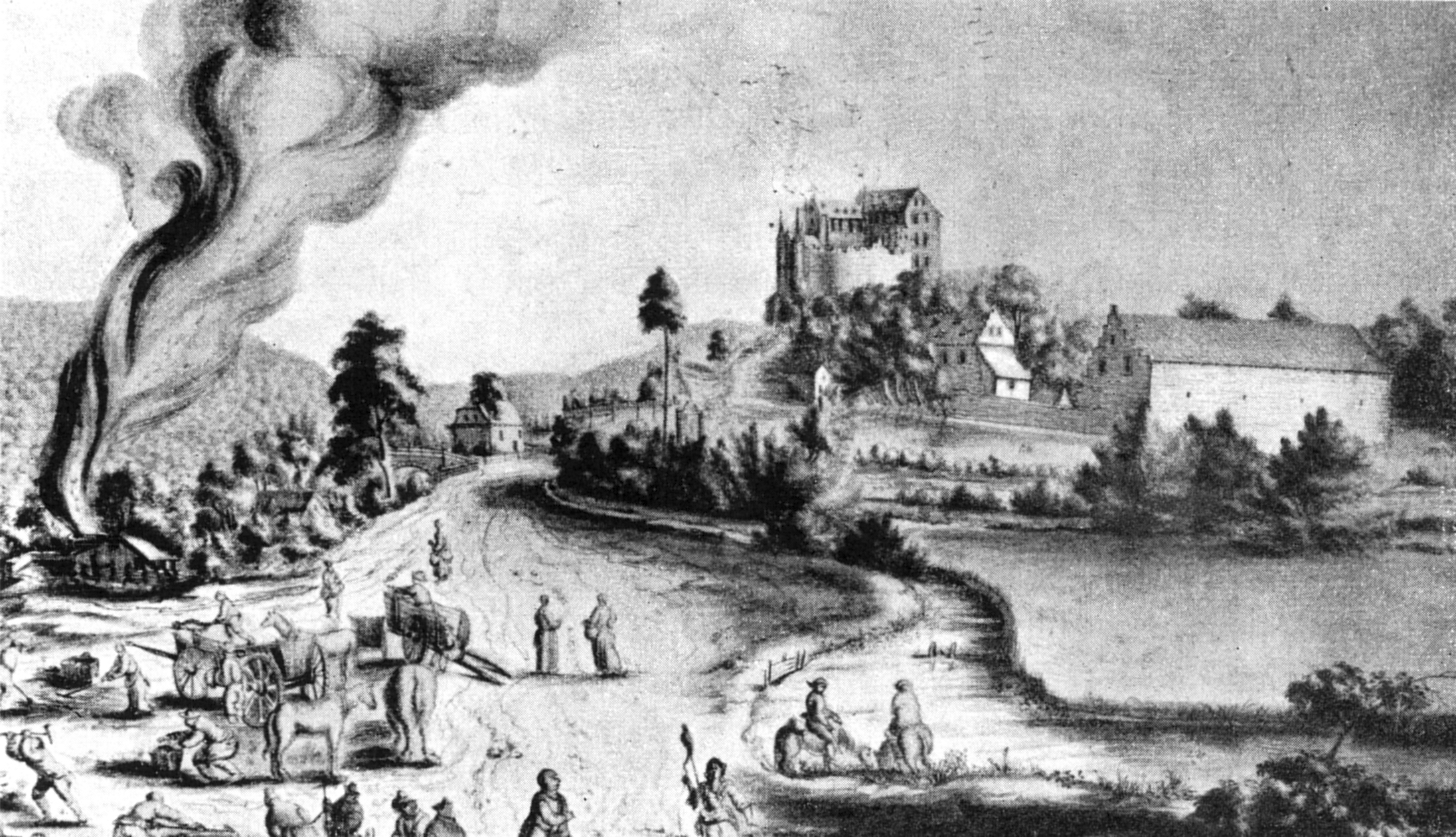
Burg Herrenstein (historische Ansicht)

Zu seinen Werken gehören zwei Tuschzeichnungen mit Ansichten der Burg Herrenstein in Winterscheid aus der 1. Hälfte des 18. Jahrhunderts. Seine Signatur ging bei einer Restauration (Neurahmung) jedoch verloren. Er wird hier als Hofmaler bezeichnet. Er fertigte unter anderem, gemeinsam mit dem Maler „von Cloot“, einen künstlerisch ausgeschmückten Stammbaum der Grafen von Nesselrode. Für diese Herrschaften schuf er in den Jahren 1725 bis 1726 rund 70 Tuschzeichnungen ihrer Besitztümer, beispielsweise von Ehreshoven, Thum oder Welterode.
Auch mehrere Ansichten der Schlossanlage Gracht aus den Jahren 1724 bis 1730 sind bekannt.